# Cistanche fissa
Cistanche fissa är en snyltrotsväxtart som först beskrevs av Carl Anton von Meyer, och fick sitt nu gällande namn av Günther von Mannagetta und Lërchenau Beck. Cistanche fissa ingår i släktet Cistanche och familjen snyltrotsväxter. Inga underarter finns listade i Catalogue of Life.